# Richard Montañez
Richard Montañez es un empresario, orador motivacional y autor mexicoestadounidense.
Es más conocido por haber inventado los Flamin' Hot Cheetos. Esta afirmación sirvió de base para la película Flamin' Hot de 2023.

## Primeros años de vida
Richard nació en una familia mexicana en Ontario, California. Uno de nueve hermanos, se crio en un campo de trabajo para inmigrantes en Guasti, una comunidad no incorporada en las afueras de Los Ángeles.
Abandonó el colegio y trabajó de obrero antes de ser contratado por Frito-Lay a la edad de 18 años como conserje, en su fábrica Rancho Cucamonga, en 1976. Según los registros de Frito-Lay, Montañez fue ascendido a un puesto de operador maquinista en octubre de 1977 y fue operador maquinista senior en otoño de 1993.

## Flamin' Hot Cheetos
Según la historia de Montañez, cuando una máquina de Cheetos se rompió y los dejó sin sazonar, se llevó a casa unos cuantos sin sabor y los condimentó con especias similares al maíz callejero mexicano. Le presentó la idea por teléfono al CEO Roger Enrico y fue invitado a realizar una presentación en persona, para la cual se preparó investigando sobre marketing en la biblioteca pública. Montañez presentó el producto como atractivo para el mercado latino y proporcionó muestras en bolsas de plástico que había decorado y sellado él mismo a mano. El producto fue lanzado seis meses después a un mercado de prueba en Los Ángeles y aprobado para su lanzamiento nacional en 1992. Newsweek informó que el sabor, desde que se expandió a una línea completa de productos, "rejuveneció la marca" y consiguió miles de millones en ingresos.
En mayo de 2021, un artículo de Los Angeles Times puso en dudas la afirmación de Montañez e informó que, según una investigación interna en Frito-Lay, no creó Flamin 'Hot Cheetos. Un vocero de Frito-Lay declaró: "Valoramos las muchas contribuciones de Richard a nuestra empresa, especialmente sus conocimientos sobre los consumidores hispanos, pero no le damos crédito a él por la creación de Flamin' Hot Cheetos ni de ningún producto Flamin' Hot". Informes adicionales del Times indicaron que las afirmaciones de Montañez no se alinearon con otros eventos en el cronograma de lanzamiento del producto, incluido McCormick desarrollando el condimento y proporcionando muestras iniciales a Frito-Lay el 15 de diciembre de 1989, artículos periodísticos anunciando el Chicago, Detroit, Cleveland, y el lanzamiento al mercado de prueba de Houston en 1990, y Roger Enrico no se unió a Frito-Lay hasta 1991, entre otras inexactitudes. La investigación interna fue provocada por una queja en el 2018 de Lynne Greenfeld, una exempleada que dirigía el equipo que desarrolló el snack picante para el formato de porción individual. Fred Lindsay, quien fue representante de ventas de Frito-Lay en la región de los Grandes Lagos antes de ser ascendido a su sede corporativa, también fue mencionado en entrevistas con exempleados como influyente en el desarrollo inicial de snacks picantes. Sin embargo, según el artículo, Montañez de hecho ascendió de un puesto básico a ejecutivo de marketing en Frito-Lay, y participó en el lanzamiento de nuevos productos como Flamin' Hot Popcorn cuando aún era operador de máquinas en 1993, seguido de dos tipos de Fritos: Flamin' Hot and Lime y Chile Corn Chips. Roberto Siewczynski, quien trabajó con Frito-Lay como consultor enfocado en latinos, aclaró que los eventos que Montañez ha descrito en realidad tuvieron lugar durante el mercado de prueba de Sabrositas en 1994.
Después del artículo de LA Times, la reportera de NPR Sarah González inició su propia investigación para una entrevista de Planet Money con Montañez, publicada antes del artículo. Según Al Carey, exejecutivo de Frito-Lay, y Patti Reuff, exasistente de Roger Enrico, Montañez lanzó un producto similar, pero esto no podría haber sido antes de 1992. Carey dijo que el producto fue aprobado y vendido en California usando condimentos del Medio Oeste. Frito-Lay afirmó que Montañez se reunió con Al Carey y Jim Rich en la planta de Rancho Cucamonga, donde él y otros dos "presentaron varios productos desarrollados para los consumidores latinos, incluyendo palomitas de maíz picantes con canela y Cheetos picantes". Roger Enrico no estuvo presente y no pudo confirmar la fecha, por lo que no quedó claro si esta fue la reunión descrita por Montañez, Carey y Reuff.
Montañez mantuvo sus reclamos a Variety después del artículo de LA Times, diciendo que fue expulsado del desarrollo antes de los mercados de prueba y que sus contribuciones no fueron documentadas debido a su baja posición en la compañía. En respuesta, el guionista de Flamin 'Hot, Lewis Colick, agregó que la historia era lo suficientemente cierta, incluso si no era del todo totalmente objetivo. PepsiCo emitió un comunicado en apoyo a las contribuciones de Montañez a la empresa, diciendo que el problema ha causado "una tensión en nuestra valiosa amistad con Richard Montañez y la comunidad latina". La declaración afirmó que "la información que compartimos con los medios ha sido malinterpretada por algunos", no contradijo ni negó los informes de Times.

## Carrera posterior
Montañez comenzó a dar conferencias de apertura, en gran parte basados en su afirmación de los Flamin' Hot Cheetos, a fines de la década de los 2000.
El último puesto de Montañez fue el de vicepresidente de ventas multiculturales y promociones comunitarias de PepsiCo Norteamérica. Se retiró de PepsiCo en marzo de 2019 durante una investigación interna sobre su reclamo de Flamin' Hot Cheetos.
Montañez es el autor de 2 libros basados en sus experiencias de la vida: A Boy, a Burrito, and a Cookie, y Flamin' Hot: The Incredible True Story of One Man's Rise from Janitor to Top Executive. Él es el tema de una película biográfica, Flamin' Hot, dirigida por Eva Longoria.